# Saukkojärvi (sjö i Alavo, Södra Österbotten)
Saukkojärvi är en sjö i kommunen Alavo i landskapet Södra Österbotten i Finland. Sjön ligger 107,2 meter över havet. Den är 1,43 meter djup. Arean är 60 hektar och strandlinjen är 3,69 kilometer lång. Sjön  ingår i Lappo å huvudavrinningsområde.   Den ligger omkring 27 kilometer sydöst om Seinäjoki och omkring 290 kilometer norr om Helsingfors. 